# Chauffeurspas (taxi)
Een chauffeurspas is een pas op creditcardformaat die een taxichauffeur in Nederland bij zich moet hebben als hij aan het werk is. Tijdens het taxivervoer moet de pas zichtbaar aanwezig zijn in de taxi. Hierbij vergissen de controlerende instanties zich nogal eens. De pas moet alleen zichtbaar zijn indien er zich passagiers in de taxi bevinden. Als de taxi 'leeg' is, hoeft de pas niet zichtbaar in de wagen aanwezig te zijn.
De pas is 5 jaar geldig en moet worden aangevraagd bij Kiwa Register. Voor 1 juli 2005 hoefde men alleen maar gekeurd te worden door een bedrijfsarts. Na die datum moet men de volgende bescheiden kunnen overleggen om in bezit te komen van een taxichauffeurspas:
- het chauffeursdiploma voor de taxi;
- een Verklaring omtrent het gedrag;
- een Medische Verklaring van een gecertificeerde bedrijfsarts.

Op de chauffeurspas staan de volgende gegevens:
- Voorletter en achternaam;
- Geldigheidsdatum;
- Nummer chauffeurspas;
- Geboortedatum;
- Pasfoto.

Als men de chauffeurspas tussen 1 juli 2001 en 1 juli 2005 heeft gehaald, moet men voor 1 januari 2006 geslaagd zijn voor het chauffeursdiploma voor de taxi, anders is de pas ongeldig en mag men niet meer taxi rijden (tot men wel is geslaagd). Had men voor 1 juli 2001 al een pas of is men reeds geslaagd, kan men de pas onbeperkt verlengen.
Per 1 oktober 2011 wordt de taxipas/chauffeurspas taxi vervangen door de digitale chauffeurskaart. Deze kaart is te gebruiken voor de boordcomputer taxi. De taxipas is in de overgangsfase gratis om te wisselen voor de chauffeurskaart bij kiwaregister.